# Cascade (Montana)
Pour les articles homonymes, voir Cascade.
Cascade est une municipalité américaine située dans le comté de Cascade au Montana. Selon le recensement de 2010, sa population est de 685 habitants. La municipalité s'étend sur 0,52 mille carré (1,35 km2).

## Histoire
La localité est fondée à la fin du XIXe siècle sous le nom de Dodge, en l'honneur d'un dirigeant du chemin de fer. En 1887, elle prend le nom de Cascade, espérant ainsi se voir attribuer le siège du comté, sans succès. Cascade devient une municipalité en 1911.